# Quand le rideau se lève
Pour plus de détails, voir Fiche technique et Distribution.
Quand le rideau se lève est un film français de Claude Lelouch sorti en 1957. Ce film a été tourné illégalement en URSS par l'auteur.

## Fiche technique
- Format :  Noir et blanc
- Durée : 50 minutes

## Tournage
Claude Lelouche tourne ce film documentaire dans les rues de Moscou avec une caméra 16 mm Bell & Howell 70 DR, cachée sous son manteau.